# Chō Henshin CosPrayers
The Cosmopolitan Prayers (超変身コス∞プレイヤー Chō Henshin Kosu∞Pureiyaa?) es una serie de anime. Consta de ocho episodios y salió al aire a principios de 2004. Está estrechamente relacionado con los animes Love Love? y Hit wo Nerae!.

## Argumento
Hoshino Koto, estudiante de secundaria con 17 años de edad, no quiere nada más que ser tan valiente como su personaje favorito juego Misuzu.
En una excursión escolar, para visitar el templo de Izumo donde se está haciendo una ceremonia celebrada para Misuzu, se siente atraído por la cima de la torre del templo y se encuentra un extraño reloj. Cuando ella llega a la cima, ella realiza un extraño ritual, pero no parece darse cuenta. De repente, un portal aparece. Por suerte, ella es salvada por un chico llamado Kurusu. Una chica llamada Scarlet llega para proteger a Koto. Un instante después, la tierra santa se sacude enormemente, y Koto es noqueada. Cuando recupera su conciencia, todo ha cambiado. Koto se encuentra en lo que parece ser un mundo paralelo, donde la Tierra no tiene una sola alma, excepto ella y de la Cosmopolitan Prayers, sacerdotisas que combaten el mal. La hija de la diosa del sol, Amaterasu, aparece y explica que Koto fue engañada para realizar el ritual de sellado y el encarcelamiento de su madre Amaterasu, quien está prisionera por las fuerzas del mal. Ahora, como parte de las cosprayers, Koto debe luchar contra las fuerzas del mal que sellaron la Tierra. Las Cosmopolitan Prayers, un equipo de siete hermosas chicas, limpias de corazón, cuerpo y expertas en sellos espirituales, deben utilizar sus habilidades para purificar las torres oscuras.
Cada episodio de CosPrayers tiene una duración de doce minutos y tiene un color en su título. La continuidad de muchos episodios es esporádico, que puede deberse a la edición del material original para encajar en los doce minutos.